# Tityus carvalhoi
Espèce
Tityus carvalhoi est une espèce de scorpions de la famille des Buthidae.

## Distribution
Cette espèce est endémique du Brésil. Elle se rencontre au Pará et au Mato Grosso.

## Description
La femelle holotype mesure 45 mm.

## Étymologie
Cette espèce est nommée en l'honneur d'Antenor Leitão de Carvalho.

## Publication originale
- Mello-Leitão, 1945 : « Escorpioes Sul-Americanos. » Arquivos do Museu Nacional do Rio de Janeiro, vol. 40, p. 7-468 (texte intégral).